# Aach (Bodensee, Romanshorn)
Die Aach oder auch Salmsacher Aach ist ein Bach und ab der Kantonsstrassenbrücke Oberaach ein Fluss im Schweizer Kanton Thurgau. Sie mündet in den Bodensee.

## Geographie

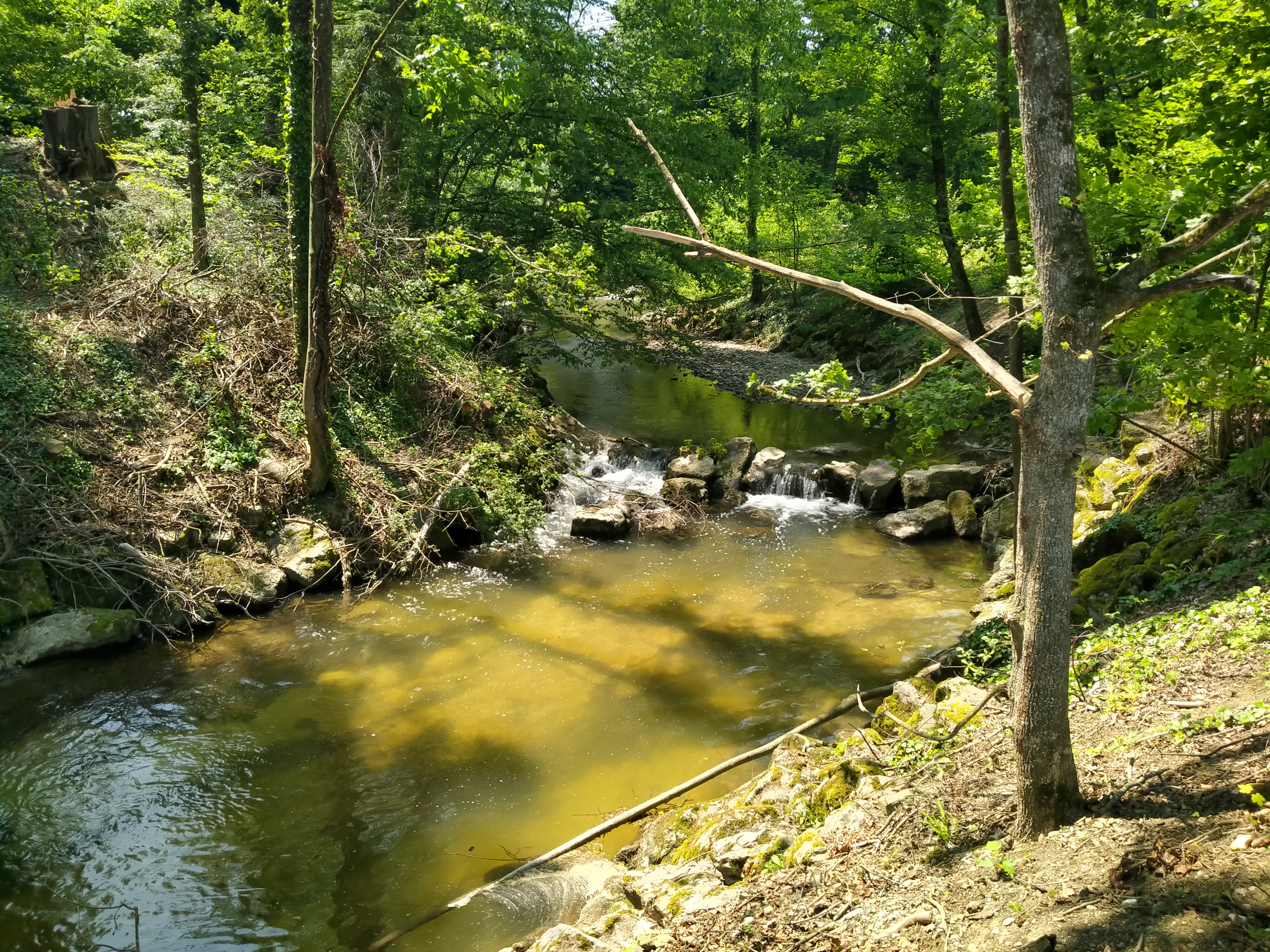
Die Aach bei Romanshorn

### Verlauf

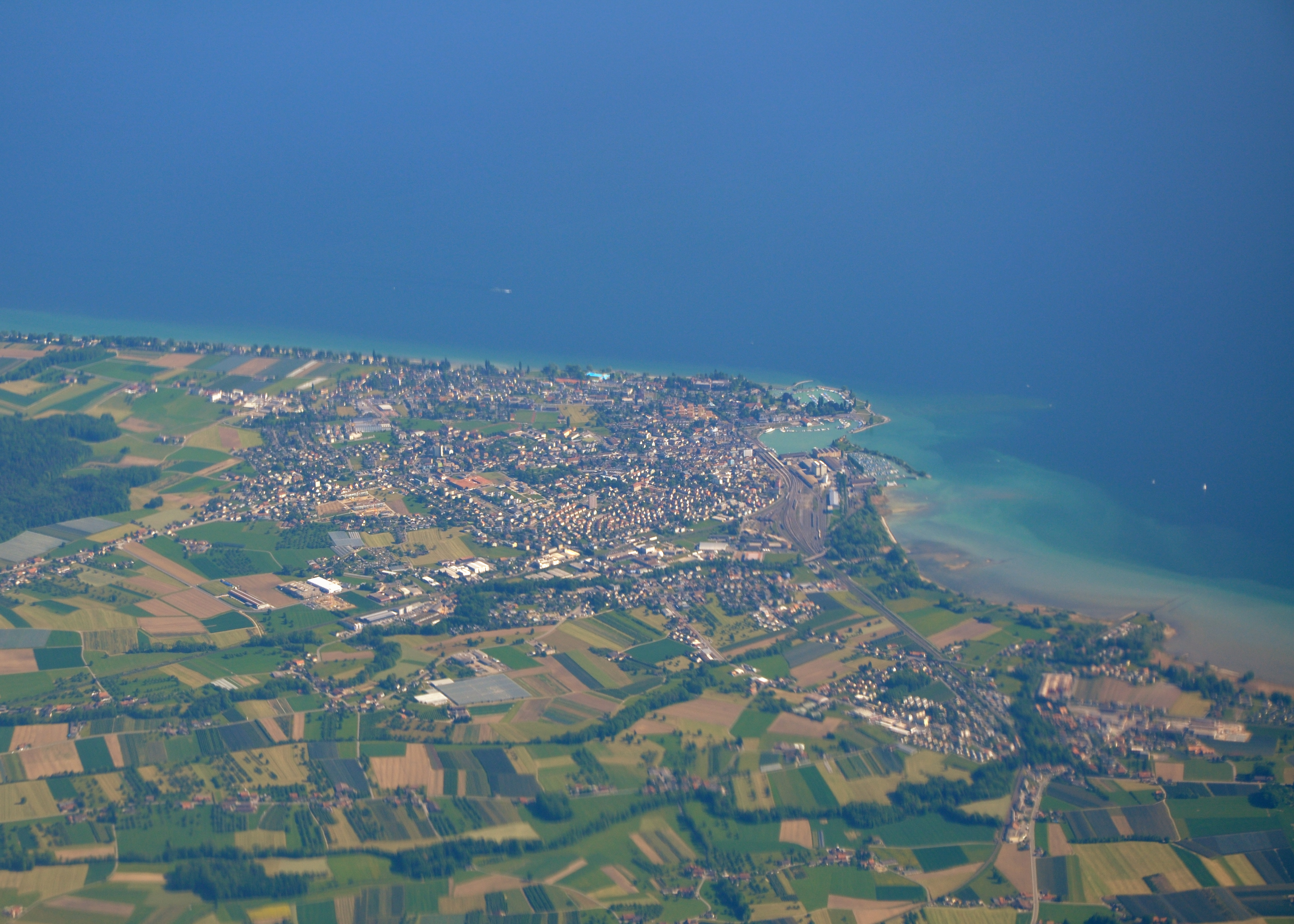
Mündung der Aach zwischen Salmsach und Romanshorn

Die Aach entspringt zwischen Sulgen und Riedt bei Erlen und fliesst dann vorbei an Riedt und durch Erlen. Das Gewässer führt südlich an Engishofen vorbei, durch Oberaach und vorbei an Niederaach, Amriswil und Hatswil, wo die Aach das Wasser der Abwasserreinigungsanlage Aachtal aufnimmt. Zwischen Romanshorn und Salmsach bildet sie die Gemeindegrenze, um dann nach 17,59 Kilometer
in die Salmsacher Bucht des Bodensees zu münden.
Das Einzugsgebiet der Aach beträgt 47,4 km².

### Zuflüsse
- Tobelbach (links), 5,89 km
- Mühlibach (rechts), 5,78 km
- Hebbach (links), 6,56 km[2]

## Umwelt
Die Aach ist ein wichtiges Laichgebiet für im Bodensee lebende Seeforellen. Um ihnen optimale Bedingungen für die Fortpflanzung zu bieten, wurden an bestimmten Stellen Kies in den Fluss geschüttet oder Hindernisse für den Aufstieg der Fische beseitigt.

### Verschmutzung
Die Aach enthält Rückstände von Pflanzenschutzmitteln. Ein Grossteil der Pestizid-Belastung ist Pflanzenschutzmitteln aus dem Obstbau zuzuschreiben.
Zwischen 1996 und 2016 kam es in der Aach zu acht Fällen von akuter Gewässerverschmutzung. Meistens war Gülle oder mit Gülle belastetes Regenwasser in das Gewässer gelangt.
2015 starben deswegen auf einer Länge von rund zwei Kilometern Tausende Fische und Kleinlebewesen,
was 2018 zur Verurteilung eines Schweinehalters führte.
2020 wurde eine kaputte Regenwasserleitung gefunden, über die längere Zeit Öl in die Aach gelange. Es stammte aus Altlasten im Boden des Romanshorner Werkhofes, wo sich früher eine Giesserei befand.